# Franz Knoop
Franz Knoop (Shanghai, 20 september 1875 – Tübingen, 2 augustus 1946 ) was een Duitse biochemicus die vooral bekend stond om zijn ontdekking van de β-oxidatie in 1905. 
Samen met Hans Adolf Krebs en Carl Martius verduidelijkte hij in 1937 de reactievolgorde van de citroenzuurcyclus. Hij bepaalde de structuur van histidine en toonde aan dat aminozuren niet alleen in planten, maar ook in dieren kunnen worden gesynthetiseerd. 
- Gemeinsame Normdatei: 116259744
- International Standard Name Identifier: 0000 0000 1043 9392
- Virtual International Authority File: 64753460
- WorldCat: E39PBJqBm9fBpWKcx97HCxgFrq